# Bakutis-Küste
Koordinaten: 75° S, 120° W
Die Bakutis-Küste ist ein Küstenabschnitt des westantarktischen Marie-Byrd-Lands an der Amundsen-See. Sie reicht von einer Landmarke bei 74° 42′ S, 127° 5′ W gegenüber der östlichen Dean-Insel bis zum Kap Herlacher. Die Küste ist bestimmt durch vorgelagerte große und vom Eis eingeschlossene Inseln sowie durch das Getz-Schelfeis.
Die Küste wurde gesichtet während der United States Antarctic Service Expedition (1939–1941). Eine Teilkartierung erfolgte anhand von Luftaufnahmen der Operation Highjump (1946–1947). Der United States Geological Survey komplettierte die Kartierung anhand von Vermessungen und Luftaufnahmen der United States Navy zwischen 1959 und 1966. Das Advisory Committee on Antarctic Names benannte sie nach Konteradmiral Fred Edward Bakutis (1912–2009), Kommandeur der Unterstützungseinheiten der US Navy in der Antarktis zwischen 1965 und 1967.